# Dr. Reddy's Laboratories
Dr. Reddy's Laboratories este o companie farmaceutică globală înființată în 1984 de către Dr. Anji Reddy. Compania este concentrată pe furnizarea de medicamente pe trei segmente de afaceri: molecule generice (medicament copiat după original pe acea moleculă), servicii farmaceutice și ingrediente active (substanța de bază a medicamentului). Primul centru de producție a funcționat în India, dar apoi s-a extins și în Statele Unite, Mexic, Germania, Rusia și Marea Britanie. Momentan compania deține peste 190 de medicamente și 60 de substanțe active pentru tratarea durerii, infecțiilor, cancerului și diabetului.

## Istoricul companiei
Dr. Reddy s-a lansat inițiat în 1984 prin producerea de medicamente generice. În 1986, Reddy`s a făcut demersuri astfel încât să facă din produsele sale branduri. Astfel, în mai puțin de un an Reddy`s a lansat Norilet -antibiotic indicat pentru tratarea anumitor tipuri de infecții bacteriene-, primul brand produs de companie și recunoscut în India. Curând, Reddy`s a avut un nou succes cu Omez -indicat pentru ulcer duodenal și gastric, reflux sau esofagită ulcerată-, lansat la jumătate prețul față de alte branduri de pe piața indiană la acel moment.
Într-un an, Reddy`s a devenit prima companie indiană care exporta ingrediente active pentru piața farmaceutică din Europa. În 1987, Reddy`s a început să treacă de la furnizor de ingrediente farmaceutice pentru alți producători, la producător de medicamente. Dr. Reddys s-a alăturat Alianței Farmaceutice Indiane ca membru fondator într-un efort de a promova dezvoltarea medicamentelor generice în India.

### Expansiune internațională
Prima mutare internațională a companiei a dus-o în Rusia, în 1992. Acolo, Dr. Reddy's a format o societate mixtă cu cel mai mare producător de produse farmaceutice din țară, Biomed. Aceștia s-au retras în 1995, pe fondul unor acuzații de scandal, implicând "o pierdere materială semnificativă datorată activităților filialei moscovite a Reddy's Labs cu ajutorul directorului executiv al Biomed". Reddy's a vândut societatea mixtă grupului Sistema, favorabil Kremlinului. 
În 1993, Reddy's a intrat într-o societate mixtă în Orientul Mijlociu și a creat două unități de formulare acolo și în Rusia. Reddy's a exportat medicamente în vrac către aceste unități de formulare, care le-au transformat apoi în produse finite. 
În 1994, Reddy's a început să se orienteze către piața de medicamente generice din SUA, construind o unitate de producție de ultimă generație.

### Descoperirea de noi medicamente
Intenția lui Reddy`s de a descoperi noi medicamente a implicat și direcționarea produselor generice de specialitate de pe piețele occidentale. Dezvoltarea acestor produse generice de specialitate a reprezentat un pas important pentru companie, mai ales în creșterea de entități chimice noi. Elementele implicate în crearea acestor generice de specialitate, cum ar fi inovarea laboratorului, dezvoltarea compușilor și trimiterea echipei de vânzări pe teren au fost de asemenea importante pentru producerea de noi medicamente. Astfel, aceste noi produce au permis companiei să câștige experiență, înainte de a trece la crearea de medicamente brand.
Reddy`s a investit de asemenea și în construirea de noi laboratoare de cercetare. Astfel, în 1992 ia naștere Fundația de cercetare Dr. Reddy`s, dedicată descoperirii de noi medicamente. La început, strategia fundației a fost să caute analogii. Apoi, s-a concentrat pe angajarea oamenilor de știință, în special studenți indieni, care erau în străinătate pentru studii doctorale sau post-doctorale. În anul 2000, fundația înființează un laborator în Atlanta. Laboratorul este numit Reddy USA Therapeutics Inc (Rusti), iar scopul principal este descoperirea de medicamente cu ajutorul studiilor de genomică și proteomică. Cercetarea lui Reddy`s s-a axat pe domenii de nișă de pe piețele occidentale: medicamente împotriva cancerului, diabetului, bolilor cardiovasculare și infecțiilor.
Succesele internaționale de marketing ale Reddy au fost construite pe o bază de producție puternică, care la rândul ei a fost rezultatul unei creșteri anorganice prin achiziția de instalații internaționale și naționale. Reddy's a fuzionat cu Cheminor Drug Limited (CDL) cu scopul principal de a furniza ingrediente farmaceutice active pe piețele exigente din punct de vedere tehnic din America de Nord și Europa. Această fuziune a permis, de asemenea, Reddy's să intre în activitatea generică cu valoare adăugată pe piețele reglementate de API-uri

### Extindere și achiziții
În 1997, compania a fost pregătită pentru următorul pas major. De a fi furnizor de medicamente și ingrediente active pe piețele reglementate, cum ar fi Statele Unite ale Americii și Marea Britanie, dar și un brand  în piețele nereglementate, ca India și Rusia. În același an, Reddy`s obține licență pentru o moleculă în studiile clinice, pentru Novo Nordisk, o companie farmaceutică daneză.
Operațiunile de fabricație din India au fost consolidate în 1999, prin dobândirea companiei American Remedies Ltd. Această achiziție face ca Reddy`s să devină a treia cea mai mare companie farmaceutică din India, după Ranbaxy și Glaxo (I) Ltd, cu un spectru complet de produse farmaceutice, care includea medicamente în vrac, produse intermediare, doze finite, sinteză chimică, diagnosticare și biotehnologie.
Reddy's a început, de asemenea, să exploateze depunerea Para 4 ca o strategie pentru a aduce noi medicamente pe piață într-un ritm mai rapid. În 1999, a depus o cerere Para 4 pentru omeprazol, medicamentul care a fost piatra de temelie a succesului său în India. În decembrie 2000, Reddy's a efectuat prima sa lansare comercială a unui produs generic în SUA, iar primul său produs cu exclusivitate de piață a fost lansat acolo în august 2001. În același an, a devenit, de asemenea, prima companie farmaceutică non-japoneză din regiunea Asia-Pacific care a obținut listarea la bursa de valori din New York, realizări revoluționare pentru industria farmaceutică indiană. 
În 2001, Reddy's a devenit prima companie indiană care a lansat un medicament generic, fluoxetina (o versiune generică a Prozac-ului de la Eli Lilly and Company) cu o exclusivitate de 180 de zile pe piața din SUA. Prozac a avut vânzări de peste 1 miliard de dolari pe an la sfârșitul anilor 1990. Barr Laboratories din SUA a obținut exclusivitate pentru toate formele de dozaj aprobate (10 mg, 20 mg), cu excepția uneia (40 mg), care a fost obținută de Reddy's. Lilly deținea numeroase alte brevete în jurul compusului medicamentos și se bucurase deja de o perioadă lungă de protecție a brevetelor. Cazul pentru a permite vânzările de medicamente generice a fost audiat de două ori de către Curtea Federală de Circuit, iar Reddy's a câștigat ambele audieri. Reddy's a generat venituri de aproape 70 de milioane de dolari în timpul perioadei inițiale de șase luni de exclusivitate. Având în joc venituri atât de mari, Reddy's a pariat pe succesul litigiului; eșecul în câștigarea cazului i-ar fi putut costa milioane de dolari, în funcție de durata procesului.
Succesul de marketing al fluoxetinei a fost urmat de lansarea americană a comprimatelor de ibuprofen de marcă proprie Reddy's în concentrații de 400, 600 și 800 mg, în ianuarie 2003. Comercializarea directă sub marca Reddy's a reprezentat un pas important în eforturile companiei de a construi o afacere puternică și durabilă în domeniul medicamentelor generice în SUA. Acesta a fost primul pas în construirea unei rețele de distribuție cu drepturi depline a Reddy's pe piața americană.
În 2015, Dr. Reddy's Laboratories a cumpărat mărcile consacrate ale producătorului belgian de medicamente UCB SA în Asia de Sud pentru ₹8 miliarde de dolari (128,38 milioane de dolari). Dr. Reddy's Laboratories a semnat, de asemenea, un pact de licențiere cu XenoPort pentru tratamentul experimental al acestora pentru tratarea psoriazisului în plăci. Conform acordului, Dr. Reddy's va primi drepturi exclusive în SUA pentru dezvoltarea și comercializarea XP23829 pentru toate indicațiile, în schimbul unei plăți inițiale de 47,5 milioane de dolari.

## Probleme

### Probleme de descoperire a medicamentelor
În septembrie 2005, Dr. Reddy's și-a separat aripa de cercetare și descoperire a medicamentelor într-o companie separată numită Perlecan Pharma Private Limited. La momentul respectiv, această măsură a fost salutată ca fiind inovatoare, dar în 2008, compania a trebuit să fie închisă din cauza constrângerilor de finanțare. Dr. Reddy's a fost prima companie farmaceutică indiană care a încercat un astfel de efort de a decupla riscul de descoperire a medicamentelor de la compania mamă prin crearea unei companii separate cu o sursă externă de finanțare. Perlecan Pharma a fost finanțată parțial de ICICI Venture Capital și Citigroup Venture International, ambele deținând o participație de 43% în Perlecan pentru o sumă estimată la 22,5 milioane de dolari. Cu toate acestea, compania a fost nevoită să răscumpere acțiunile Perlecan de la ICICI și Citigroup din cauza îndoielilor privind viabilitatea comercială a medicamentelor candidate care se aflau în portofoliul Perlecan. În acel moment, Perlecan a devenit o filială deținută integral. În cadrul ședinței consiliului de administrație din 23 octombrie 2008, compania a ales să fuzioneze/absorbe Perlecan, transformând-o astfel într-o unitate de cercetare internă, așa cum era înainte de 2005.

### Retragerea în 2011 a produselor Simvastatin și Toprol
În iunie 2011, anumite loturi de tablete generice de Simvastatin de la Dr. Reddy's au fost retrase de pe piață din cauza faptului că tabletele aveau un miros de "mucegai" sau de "mucegai".
La 24 iunie 2014, New York Times a publicat articolul "Warning Unheededed, Heart Drugs Are Recalled", în care se spune că un alt mare producător indian și "Dr. Reddy's Laboratories, au anunțat retrageri în ultimele două luni, totalizând mai mult de 100.000 de flacoane" de "un medicament pentru inimă utilizat pe scară largă, Toprol XL", "deoarece produsele lor nu se dizolvau corect".